# Wojciech Andrzej Dąmbski
Wojciech Andrzej Dąmbski z Lubrańca herbu Godziemba (ur. 1676 – zm. 14 maja 1725 w Warszawie) – marszałek nadworny koronny od 1702, starosta sochaczewski, inowrocławski, dybowski.

## Pełnione urzędy
Urząd starosty inowrocławskiego sprawował przez 25 lat (1697-1722).
W 1699 wybrany posłem na sejm. W czasie najazdu Karola XII na I Rzeczpospolitą został rotmistrzem pospolitego ruszenia powiatu inowrocławskiego. We wrześniu 1702 został wybrany marszałkiem konfederacji szlachty wielkopolskiej wiernej Augustowi II. W 1704 roku przystąpił do konfederacji sandomierskiej. W 1705 uszedł do Wrocławia. W 1707 powrócił do kraju i rozpoczął na Kujawach działania partyzanckie przeciwko zwolennikom Stanisława Leszczyńskiego. Był uczestnikiem Walnej Rady Warszawskiej 1710 roku. 
Od 1712 saski hrabia na Lubrańcu, odznaczony Orderem Orła Białego w 1713 roku.

## Rodzina
Syn Zygmunta (zm. 1706), wojewody brzeskokujawskiego i Jadwigi Górskiej herbu Łodzia, córki Piotra.
Rodzeństwo Wojciecha Andrzeja: Adam, komisarz sejmowy i poseł na sejm (ojciec Jana Ignacego); Andrzej (zm. 1700); Marianna Katarzyna, późniejsza żona Jakuba Działyńskiego (zm. 1730), małżeństwo bezpotomne; Teresa Katarzyna (zm. 1700).
Dnia 17 czerwca 1701 roku poślubił Cecylię Teresę Radziwiłł, córkę Dominika Mikołaja, kanclerza wielkiego litewskiego i Anny Marianny Połubińskiej córki Aleksandra Hilarego Połubińskiego, kanclerza wielkiego litewskiego. Z małżeństwa urodził się Antoni Józef, wojewoda brzeskokujawski; Jadwiga, żona Kazimierza Józefa, wojewody sieradzkiego; Zygmunt Ignacy i Teresa (zm. 1759), żona Prokopa Lipskiego, oboźnego wielkiego koronnego.